# Monique Noirot
Pour les articles homonymes, voir Noirot.
Monique Noirot (née Wideman le 10 octobre 1941 à Talence) est une athlète française spécialiste du 400 mètres et licenciée à l'ASPTT Bordeaux.

## Biographie
Elle se distingue durant les Championnats d'Europe 1966 de Budapest  en remportant la médaille de bronze du 400 mètres avec le temps de 54 s 0. Sélectionnée pour les Jeux olympiques d'été de 1968, Monique Noirot est éliminée en demi-finale de l'épreuve du 400 mètres remportée deux jours plus tard par sa compatriote Colette Besson. 
Elle est la mère d'Olivier Noirot, plusieurs fois champion de France et ancien détenteur du record national du 400 mètres. 

## Palmarès
- 34 sélections en Équipe de France A
- Elle améliore à cinq reprises le record de France du 400 mètres.

Championnats de France Élite :
- Vainqueur du 200 en 1964
- Vainqueur du 400 en 1965, 1966 et 1967

International :
| Année | Compétition           | Lieu     | Place | Épreuve |
| ----- | --------------------- | -------- | ----- | ------- |
| 1966  | Championnats d'Europe | Budapest | 3e    | 400 m   |